# Stranger (jeu vidéo)
Pour les articles homonymes, voir The Stranger.
Stranger est un jeu vidéo de stratégie en temps réel sorti en 2007 sur PC.

## Accueil
| Stranger              |      |       |
| Média                 | Pays | Notes |
| GameSpot              | US   | 40 %  |
| IGN                   | US   | 44 %  |
| Jeuxvideo.com         | FR   | 6/20  |
| Compilations de notes |      |       |
| Metacritic            | US   | 42 %  |